# Vladimir Michajlovič Gorikker
Vladimir Michajlovič Gorikker (in russo Влади́мир Миха́йлович Го́риккер?; Mosca, 2 novembre 1925 – Mosca, 30 dicembre 2021) è stato un regista sovietico.

## Filmografia parziale

### Regista
- Kamennyj gost' (1967)
- Sevil' (1970)
- Zvezda ėkrana (1974)
- Osennie kolokola (1978)